# 도척면
도척면(都尺面)은 경기도 광주시의  면이다.

## 연혁
- 1906년 광주군 도척면이라 칭하고 9개리를 둠[1]
- 1921년 11월 면청사를 궁평리에서 노곡리 222번지로 이전함
- 1947년 7월 지방 자치법시행으로 면의회제도 실시
- 1959년 12월 면청사 노곡리 222에서 58-14로 이전함
- 1961년 10월 법정 9개리에서 17개 행정리로 분리
- 1973년 7월 행정구역 개편으로 삼리 1,2리가 실촌읍으로 편입되어 15개리가 됨
- 1982년 4월 노곡리 58-14 구청사 철거, 신축
- 1985년 노곡 ∼ 정수간 도로확포장 14 km
- 1988년 12월 단층청사에 2층 60평을 증축함
- 1988년 노곡 도웅리 도로포장 4 km
- 1993년 7월 도척면지 발간
- 2008년 1월 행정구역개편으로 근형심포니 아파트가 진우4리로 분리되어 16개리가 됨
- 2008년 10월 면사무소 신축공사 3층

## 법정리 및 자연마을
- 노곡리(老谷里): 면사무소 소재지
  - 안터말, 고녹골
- 도웅리(陶雄里)
  - 독고개(陶峴里), 웅골(雄洞, 甕峴)
- 유정리(柳井里)
  - 바위성골(岩城谷), 유여동(柳餘洞, 미륵동)
- 방도리(芳都里)
  - 공말, 중촌말, 벌말, 평촌말, 까치말(鵲村), 방등골(芳燈谷), 안골(內都尺)
- 추곡리(楸谷里)
  - 가래실(楸谷), 대뻔지마을, 건너말
- 상림리(祥林里)
  - 시어골, 상림마을(祥林), 사기소
- 궁평리(宮坪里)
  - 궁뜰(宮坪)
- 진우리(鎭牛里)
  - 옛진말, 진말(鎭村), 우치(牛峙, 소티), 새터말, 큰말(큰골), 점말(모롱고지)

## 특산물
- 토란
- 추청쌀
- 한우
- 버섯

## 시설
- 도척작은도서관
- 도척그린공원

## 가볼만 한 곳
- 태화산

## 교육
- 도궁초등학교 (도웅리)
- 도척초등학교 (노곡리)
- 광일중학교 (노곡리)